# George Costigan
George Costigan (født i 8. august 1947 i Portsmouth) er en britisk skuespiller. Han er muligvis bedst kendt for sin rolle som Marcus' plejefar i Clint Eastwoods dramafilm Hereafter fra 2010.